# United States Coast Guard Academy
L'United States Coast Guard Academy (USCGA), en français : académie de l'United States Coast Guard, est l'académie militaire de la garde côtière des États-Unis et offre un enseignement aux futurs officiers de cette branche des forces armées américaines. 

## Généralités
Fondée en 1876, elle est basée à New London dans le Connecticut. Il s'agit de la plus petite des quatre académies militaires fédérales.
Contrairement aux autres académies militaires américaines, l'admission ne nécessite pas une nomination par un membre du Congrès. Les étudiants et officiers en formation portent le grade de cadets. Les frais de scolarité sont entièrement pris en charge par l'USCG sous réserve d'une obligation de réaliser au minimum cinq années de service après l'obtention du diplôme. Le nombre d'années augmente selon la spécialité choisie. Ainsi, il augmente pour les étudiants choisissant une formation de pilote ou une Graduate school.
Environ 250 cadets entrent chaque année à l'académie chaque été et environ 200 sortent diplômés. Les diplômés gagnent le service actif avec le grade d'enseigne. Le programme de formation mène sur un Bachelor of Science dans l'une des huit majeures proposées. L'académie met également un point d'honneur sur l'éducation physique, le fait de forger le caractère des étudiants et également de leur enseigner le leadership.
Les cadets doivent adhérer au code d'honneur de l'académie : « Who lives here reveres honor, honors duty », code écrit dans le hall d'entrée.
Sa devise est Scientiæ cedit mare, qui signifie « La mer mène à la connaissance ».

## Galerie

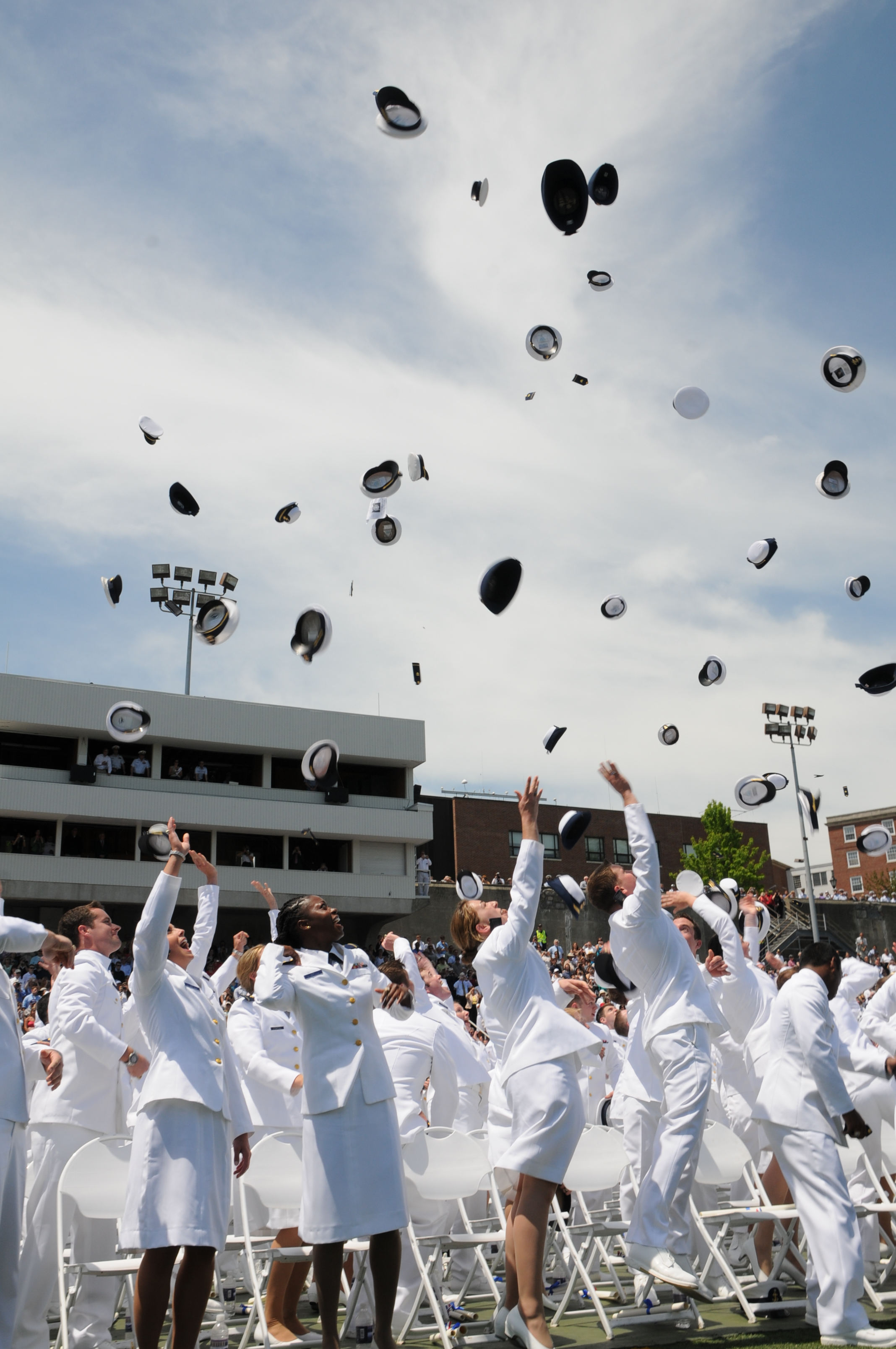
La journée de promotion 2009.
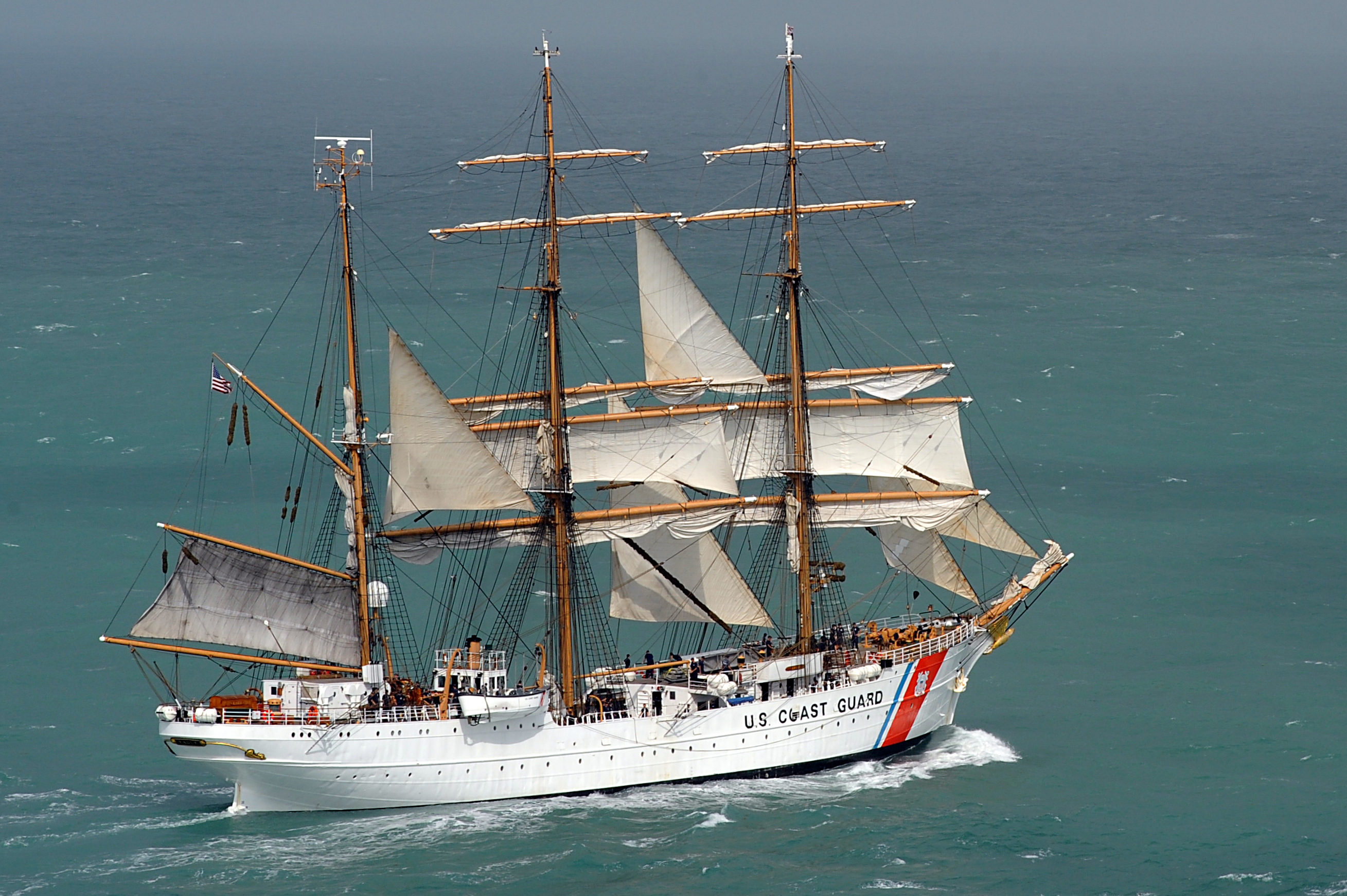
Le navire école USCGC Eagle.

## Culture populaire
- Dans le film Une famille 2 en 1, Dennis Quaid incarne le Contre-Amiral Frank Beardsley, commandant de l'United States Coast Guard Academy.